# Đảng Sam Rainsy
Đảng Sam Rainsy (Pak Sam Rainsy hay Kanakpak Som Raeangsee) hoặc  Đảng Ánh Nến là một đảng theo thuyết nhân cách và ít nhiều là đảng tự do ở Campuchia. Đảng này là một thành viên của Hội đồng những người dân chủ và tự do châu Á. Tên của đảng được đặt theo tên lãnh đạo đảng là Sam Rainsy hay đọc theo tiếng Khmer là Som Raeangsee.
Đây cũng là đảng có tinh thần bài Việt Nam, lãnh tụ của đảng từng tiến hành nhổ nhiều mốc chủ quyền tại biên giới Việt Nam - Campuchia.
Năm 2012, đảng hợp nhất với đảng Nhân quyền để lập nên Đảng Cứu nguy dân tộc Campuchia.